# 滋野清彦
滋野 清彦（しげの きよひこ、1846年3月5日（弘化3年2月8日） - 1896年9月16日）は、日本陸軍の軍人。陸軍中将、従三位勲一等男爵。通称は謙太郎や謙太、字は公美、号は生雲山人。初名は真田市太郎、真弓田七助など。

## 経歴
1846年、長州藩士・真弓田謙次信眞の長男として長門国阿武郡生雲中村に生まれる。奇兵隊に入隊して書記や伍長、第一銃隊長として、第二次長州征伐の小倉口の戦いや北越戦争での朝日山の戦いなど奥州各地を転戦する。この頃、滋野姓に改める。
維新後は陸軍にすすむ。大阪兵学寮への派遣の後、1870年に大坂第二教導隊に入る。陸軍の草創期らしく、翌1871年にはわずか7か月間で四等軍曹から陸軍少佐へと異例の昇任を遂げている。御親兵五番大隊副官、近衛歩兵第二連隊第一大隊長、陸軍省軍務局分課、近衛局分課、第一局第三課長などを歴任し、佐賀の乱には佐賀征討総督幕僚参謀として出征する。陸軍中佐への昇進の後、参謀局伝令使、総務局法則掛を務め、西南戦争では、鳥尾小弥太とともに大阪で補給・部隊編成の任に当たり、1877年2月から10月までの間、西南戦争征討総督本営参謀として出征した。
1878年に陸軍大佐に昇進して第一局副長、東部監軍部幕僚などを経、1882年2月に陸軍少将に昇進する。名古屋鎮台司令官や歩兵第四旅団長、陸軍士官学校長、将校学校監などの要職を歴任した。1887年5月24日、佐賀の乱・西南戦争の軍功により男爵を授けられる。1889年8月に休職。1892年11月には中将昇任と同時に予備役編入となったが、日清戦争の勃発に伴って現役復帰し、留守近衛師団長に就任した。1895年、再度予備役に編入となり、同年8月20日に勲一等瑞宝章を受章。
1896年、胃癌のため、東京市麹町区富士見町の本邸にて死去した。享年51。墓地は東京都台東区の谷中霊園内。

## 栄典
位階
- 1886年（明治19年）10月28日 - 従四位[2]
- 1892年（明治25年）2月13日 - 正四位[3]
- 1896年（明治29年）9月16日 - 従三位[4]

勲章等
- 1888年（明治21年）5月29日 - 勲二等旭日重光章[5]
- 1889年（明治22年）11月25日 - 大日本帝国憲法発布記念章[6]
- 1895年（明治28年）8月20日 - 勲一等瑞宝章[7]

## 逸話
- 酒豪であった明治天皇とは、親しく酒を酌み交わす間柄だったと伝えられる。
- 日常は右利きにもかかわらず、左手を用いていた。人がその理由を問うと、「右手は大元帥陛下の命を受けて、戦場に出て軍隊を指揮するための手だ。それ故、日常は容易に右手を使用しない」と返答したと伝えられる。
- 千葉県安房郡館山町上須賀に別荘を所有した。

## 家族・親族
- 妻 房子 - 大阪の置屋「天王寺屋」の芸妓「房鶴」[8]。
- 三男 滋野清武（飛行家）
- 娘婿 河野恒吉（陸軍少将）
- 娘婿 葛原猪平（衆議院議員）
- 来孫 岡本啓佑